# Leonard Slatkin

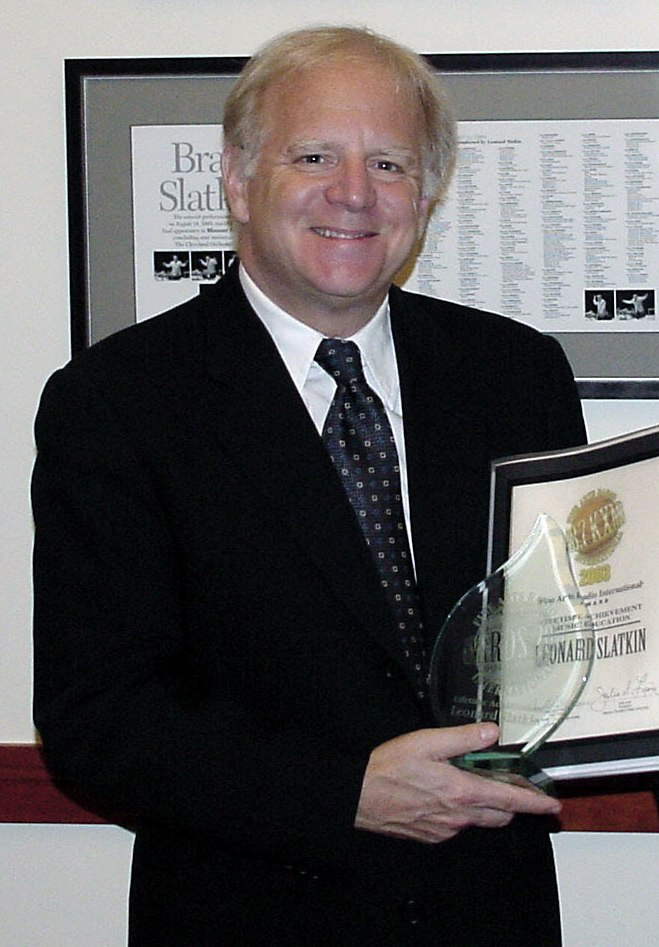
Leonard Slatkin

Leonard Edward Slatkin (* 1. September 1944 in Los Angeles, Kalifornien) ist ein US-amerikanischer Dirigent.

## Leben und Werk
Slatkin wurde in eine musikalische Familie hineingeboren – sein Vater Felix Slatkin war Geiger, Dirigent und Gründer des Hollywood String Quartet, und seine Mutter Eleanor Aller, eine Nichte von Modest Altschuler, war die Cellistin dieses Quartetts.
Slatkin studierte zunächst an der Indiana University Bloomington und am Los Angeles City College und begann seine Musikerlaufbahn als Pianist. Später wechselte er an die Juilliard School, wo ihn Jean Paul Morel im Fach Dirigieren unterrichtete. Sein erfolgreiches Debüt als Dirigent hatte er 1966 mit dem Youth Symphony Orchestra of New York. 1968 erhielt er eine Assistentenstelle beim Saint Louis Symphony Orchestra. Dort blieb er bis 1977, als er Dirigent des New Orleans Philharmonic Orchestra wurde. 1979 kehrte er als Chefdirigent nach St. Louis zurück. Diese Position behielt er bis 1996 und übernahm dann die Leitung des National Symphony Orchestra in Washington, D.C. (bis 2008).
Im Jahr 2000 wurde er zum Ersten Dirigenten des BBC Symphony Orchestra ernannt. Diese Stellung hatte er bis zum 11. September 2004, der 110. Last Night of the Proms, inne. 2005 wurde er auf die neue Stelle des Ersten Gastdirigenten beim Los Angeles Philharmonic an der Hollywood Bowl berufen, und ist zugleich Erster Gastdirigent des Royal Philharmonic Orchestra.
Slatkin war und ist darüber hinaus bei zahlreichen Orchestern weltweit als Gastdirigent tätig. In Deutschland arbeitete er unter anderem mit der Staatskapelle Dresden, den Berliner Philharmonikern, den Münchner Philharmonikern, dem Symphonieorchester des Bayerischen Rundfunks, dem hr-Sinfonieorchester und regelmäßig mit dem Deutschen Symphonie-Orchester Berlin zusammen.
Im Jahr 1992 wurde Slatkin in die American Academy of Arts and Sciences gewählt.
Seit 1986 war Leonard Slatkin mit der Sopranistin Linda Hohenfeld verheiratet, sie haben einen Sohn, Daniel. Seit 2011 ist er mit der Komponistin Cindy McTee verheiratet.
Slatkin hat ein umfangreiches Repertoire dirigiert und mit seinen Interpretationen der amerikanischen Musik des 20. Jahrhunderts sowie Werken britischer Komponisten größere Beachtung gefunden.
Seine eigenen Kompositionen, darunter The Raven (1971) für Erzähler und Orchester (nach dem Gedicht von Edgar Allan Poe), sind nur wenig bekannt geworden.